# Sajónagyfalu község
Sajónagyfalu község (románul: Comuna Mărișelu) község Beszterce-Naszód megyében, Romániában. Központja Sajónagyfalu, beosztott falvai Berlád, Bilak, Nec, Sajószentiván, Serling, Zselyk.

## Népessége
A 2011-es népszámlálás adatai alapján a község népessége 2383 fő volt.

## Látnivalók, turizmus
A község területén áthalad a 2018-ban létrehozott Via Transilvanica hosszútávú turistaút Felföld (Ținutul de Sus) nevű szakasza.